# Vellereophyton vellereum
Vellereophyton vellereum là một loài thực vật có hoa trong họ Cúc. Loài này được (R.A.Dyer) Hilliard miêu tả khoa học đầu tiên năm 1981.